# Санчис, Мануэль
Мануэ́ль (Маноло) Санчи́с Онтиюэ́ло (исп. Manuel Sanchís Hontiyuelo; 23 мая 1965, Мадрид, Испания) — испанский футболист, защитник. Всю свою футбольную карьеру провёл в «Реале». Его отец Мануэль также был футболистом и играл за «сливочных» и «красную фурию». Всего за «Реал» он сыграл 710 матчей (из них 524 в чемпионате Испании), а также был капитаном клуба в течение 13 лет.

## Клубная карьера
Мануэль Санчис родился в городе Мадрид, позже став выпускником известной молодёжной системы мадридского «Реала». Санчис дебютировал в первой команде 4 декабря 1983 года, забив единственный гол в ворота «Реала Мурсии», и закончив свой дебютный сезон 17 матчами и 2 голами за основной состав клуба.

## Достижения

### Командные
- Обладатель Кубка УЕФА: 1984/85, 1985/86
- Чемпион Испании: 1985/86, 1986/87, 1987/88, 1988/89, 1989/90, 1994/95, 1996/97, 2000/01
- Серебряный призёр чемпионата Испании: 1983/84, 1991/92, 1992/93, 1998/99
- Победитель Кубок испанской лиги: 1984/85
- Обладатель Кубка Испании: 1988/89, 1992/93
- Финалист Кубка Испании: 1989/90, 1991/92, 2001/02
- Обладатель Суперкубка Испании: 1988, 1989, 1990, 1993, 1997
- Победитель Лиги чемпионов: 1997/98, 1999/00
- Финалист Суперкубка УЕФА: 1998, 2000
- Обладатель Межконтинентального кубка: 1998
- Победитель Чемпионат Европы среди молодёжных команд: 1986

### Личные
- Лучший игрок чемпионата Европы среди молодёжных команд: 1986
- Футболист года в Испании по версии журнала «El País»: 1989/90